# Jesu, der du meine Seele
Jesu, der du meine Seele (Gesù, tu che la mia anima) BWV 78, è una cantata di Johann Sebastian Bach. Fu composta a Lipsia per la quattordicesima domenica dopo la Santissima Trinità e fu eseguita per la prima volta il 10 settembre 1724. È basata su un inno di Johann Rist.

## Storia e testo
Bach compose la cantata nel suo secondo anno a Lipsia. Per la quattordicesima domenica dopo la Trinità, il 10 settembre 1724, scelse un inno di Johann Rist (1641) in 12 strofe. Rist scrisse le parole e probabilmente compose anche la melodia. Un librettista sconosciuto riscrisse la poesia per i sette movimenti della cantata, lasciando inalterate la prima e l'ultima strofa e prendendo dalle altre dei versi. Il secondo movimento corrisponde alla seconda strofa, il terzo alle strofe dalla terza alla quinta, il quarto alla sesta e alla settima, il quinto all'ottava, alla nona e all'undicesima e infine il sesto all'undicesima.
Le letture previste per la domenica erano tratte dalla Lettere ai Galati, l'insegnamento di Paolo sui desideri della carne e sul frutto dello Spirito (Galati 5:16–24), e dal Vangelo secondo Luca, la guarigione dei dieci lebbrosi (Luca 17:11–19). Il corale sembra essere legato solo alla lontana da tali letture.

## Partitura e struttura
La cantata in sette movimenti prevede, come solisti, un soprano, un contralto, un tenore e un basso, un coro SATB, un flauto traverso, due oboi, due violini, una viola, un violone e un basso continuo che comprende un organo e corno nel coro iniziale.
1. Corale: Jesu, der du meine Seele
2. Duetto (soprano, contralto): Wir eilen mit schwachen, doch emsigen Schritten
3. Recitativeo (tenore): Ach! ich bin ein Kind der Sünden
4. Aria (tenore, flauto): Das Blut, so meine Schuld durchstreicht
5. Recitativo (basso, archi): Die Wunden, Nägel, Kron und Grab
6. Aria (basso, oboe): Nur du wirst mein Gewissen stillen
7. Corale: Herr, ich glaube, hilf mir Schwachen

## Musica
La cantata è notevole per il continuo contrasto di affetti: assai profondo nel coro iniziale, quasi gioioso, benché talvolta esitante, nel secondo movimento e disperato nel terzo.
Il coro iniziale è una fantasia corale in forma di passacaglia. Il tema utilizzato, detto passus duriusculus o quarta cromatica, appare 27 volte, talvolta rovesciato oppure in tonalità differenti. Era già conosciuto prima di Bach, il quale lo usò anche nel quinto movimento della sua cantata giovanile pasquale, Christ lag in Todesbanden, e, soprattutto, in Weinen, Klagen, Sorgen, Zagen, modello per il Crucifixus della messa in Si minore.
Il duetto per soprano e contralto esprime, soprattutto grazie al continuo dei violoncelli, del violone e dell'organo, il procedere di passi affrettati. L'aria per tenore è anticipata da, inizialmente, un recitativo secco, e, infine, con un arioso sulle parole dell'inno originale. Essa è accompagnata da melodie eseguite dal flauto che esprimono il sollievo del cuore.
Il recitativo per basso con gli archi è molto simile alla vox Christi (voce di Cristo) della passione secondo Matteo. Esso è segnato con un'insolita precisione: vivace, adagio, andante, con ardore. Bach ottiene un effetto di grande impatto drammatico, intensificato dai salti vocali del solista. L'ultima aria è simile a un concerto per oboe e voce da basso.
Il corale di chiusura riadatta la melodia originale in quattro parti.

## Registrazioni
- Les Grandes Cantates de J.S. Bach Vol. 7, Fritz Werner, Heinrich-Schütz-Chor Heilbronn, Pforzheim Chamber Orchestra, Marga Höffgen, Helmut Krebs, Franz Kelch, Erato 1960
- Bach Cantatas Vol. 4 – Sundays after Trinity, Karl Richter, Münchener Bach-Chor, Münchener Bach-Orchester, Ursula Buckel, Hertha Töpper, John van Kesteren, Kieth Engen, Archiv Produktion 1961
- J.S. Bach: Cantatas BWV 78 & BWV 106, Wolfgang Gönnenwein, Süddeutscher Madrigalchor, Consortium Musicum, Edith Mathis, Sybil Michelow, Theo Altmeyer, Franz Crass, EMI 1965
- Cantatas BWV 172 & BWV 78, Erhard Mauersberger, Thomanerchor, Gewandhausorchester, Adele Stolte, Annelies Burmeister, Peter Schreier, Theo Adam, Eterna, 1970
- Bach: Das Kantatenwerk (7), Hermann Max, Dormagener Kantorei, Barbara Schlick, Hilke Helling, Lutz-Michael Harder, Berthold Possemeyer, FSM Candide late 1970s?
- J.S. Bach: Complete Cantatas Vol. 12, Ton Koopman, Amsterdam Baroque Orchestra & Choir, Lisa Larsson, Annette Markert, Christoph Prégardien, Klaus Mertens, Antoine Marchand 2000
- Bach Cantatas Vol. 7: Ambronay / Bremen, John Eliot Gardiner, Monteverdi Choir, English Baroque Soloists, Malin Hartelius, Robin Tyson, James Gilchrist, Peter Harvey, Soli Deo Gloria 2000
- Bach: Wie schön leuchtet der Morgenstern – Cantata BWV 1, 48, 78 & 140, Karl-Friedrich Beringer, Windsbacher Knabenchor, Deutsche Kammer-Virtuosen Berlin, Sibylla Rubens, Rebecca Martin, Markus Schäfer, Klaus Mertens, Sony Music 2011